# Liste der Kulturdenkmäler in Usch (Eifel)
In der Liste der Kulturdenkmäler in Usch sind alle Kulturdenkmäler der rheinland-pfälzischen Ortsgemeinde Usch aufgeführt. Grundlage ist die Denkmalliste des Landes Rheinland-Pfalz (Stand: 27. Juni 2022).

## Einzeldenkmäler
| Bezeichnung                           | Lage                                                 | Baujahr    | Beschreibung | Bild                           |
| ------------------------------------- | ---------------------------------------------------- | ---------- | --- | ------------------------------ |
| Katholische Filialkirche St. Walburga | Hauptstraße Lage                                     | 1780       | zweiachsiger Saalbau, bezeichnet 1780 | weitere Bilder Fotos hochladen |
| Wohnhaus                              | Hauptstraße 7/9 Lage                                 | 1894       | Wohnhaus mit späthistoristischer Werksteinfassade, 1894 | BW                             |
| Hofanlage                             | Ringstraße 9 Lage                                    | um 1800    | Streckhof, um 1800 | Fotos hochladen                |
| Wohnhaus                              | Schulstraße 1 Lage                                   | um 1660/70 | breitgiebeliges Wohnhaus, um 1660/70 | BW                             |
| Wegekreuz                             | Schulstraße, bei Nr. 2 Lage                          | 1726       | reliefiertes Schaftkreuz, bezeichnet 1726 | Fotos hochladen                |
| Wegekreuz                             | nördlich des Ortes am Kyllhang Lage                  | 1821       | nachbarockes Schaftkreuz, 1821; Bruchstücke eines älteren Abschlusskreuzes vom Kyllburger Typ, bezeichnet 1634                                                               | Fotos hochladen                |
| Messingrohrwerk Albert                | südöstlich des Ortes bei der alten Uscher Mühle Lage | 1903 ff.   | Fabrikgebäude: sandsteinverkleidete Halle mit flankierenden Ziegelbauten, 1903 ff., Lagerhalle aus den 1930er Jahren, Schornstein, Wasserkraftanlage, zweibogige Steinbrücke | Fotos hochladen                |

## Ehemalige Kulturdenkmäler
| Bezeichnung | Lage                | Baujahr                    | Beschreibung                                                                      | Bild |
| ----------- | ------------------- | -------------------------- | --------------------------------------------------------------------------------- | ---- |
| Wohnhaus    | Hauptstraße 17 Lage | um 1800                    | Flurküchenhaus, um 1800; aus Denkmalliste gelöscht                                | BW   |
| Wohnhaus    | Ringstraße 1 Lage   | Mitte des 19. Jahrhunderts | Wohnhaus mit Backofenanbau, Mitte des 19. Jahrhunderts; aus Denkmalliste gelöscht | BW   |